# Gerry Weber Open 2013
Gerry Weber Open 2013 byl tenisový turnaj pořádaný jako součást mužského okruhu ATP World Tour, který se hrál na otevřených travnatých dvorcích v areálu s centrkurtem Gerry Weber Stadion. Konal se mezi 8. až 16. červnem 2013 v německém Halle jako 21. ročník turnaje.
Turnaj s rozpočtem 779 665 eur patřil do kategorie ATP World Tour 250. Nejvýše nasazeným hráčem ve dvouhře se stal třetí tenista světa Roger Federer ze Švýcarska, který získal rekordní šestý halleský titul, první od roku 2008 a jediný v sezóně 2013.

## Dvouhra

### Nasazení hráčů
| Země      | Hráč                  | ATP1) | Nasazení |
| --------- | --------------------- | ----- | -------- |
| Švýcarsko | Roger Federer         | 3.    | 1.       |
| Francie   | Richard Gasquet       | 9.    | 2.       |
| Německo   | Tommy Haas            | 14.   | 3.       |
| Japonsko  | Kei Nišikori          | 15.   | 4.       |
| Kanada    | Milos Raonic          | 16.   | 5.       |
| Německo   | Philipp Kohlschreiber | 19.   | 6.       |
| Polsko    | Jerzy Janowicz        | 23.   | 7.       |
| Německo   | Florian Mayer         | 30.   | 8.       |

- 1) Žebříček ATP k 27. květnu 2013.[2]

### Jiné formy účasti na turnaji
Následující hráči obdrželi divokou kartu do hlavní soutěže:
- Cedrik-Marcel Stebe
- Jan-Lennard Struff
- Mischa Zverev

Následující hráči postoupili z kvalifikace:
- Martin Fischer
- Riccardo Ghedin
- Jan Hernych
- Jimmy Wang
  -  Mirza Bašić – jako šťastný poražený

### Odhlášení
před začátkem turnaje
- Paolo Lorenzi
- Rafael Nadal
- Philipp Petzschner
- Andreas Seppi
- Janko Tipsarević

## Čtyřhra

### Nasazení párů
| Země     | Hráč              | Země               | Hráč              | ATP1) | Nasazení |
| -------- | ----------------- | ------------------ | ----------------- | ----- | -------- |
| Pákistán | Ajsám Kúreší      | Nizozemsko         | Jean-Julien Rojer | 19.   | 1.       |
| Rakousko | Julian Knowle     | Rumunsko           | Horia Tecău       | 36.   | 2.       |
| Mexiko   | Santiago González | Spojené státy      | Scott Lipsky      | 48.   | 3.       |
| Filipíny | Treat Conrad Huey | Spojené království | Dominic Inglot    | 62.   | 4.       |

- 1) Žebříček ATP k 27. květnu 2013; číslo je součtem umístění obou členů páru.

### Jiné formy účasti
Následující páry obdržely divokou kartu do hlavní soutěže:
- Daniel Brands /  Tobias Kamke
- Robin Kern /  Jan-Lennard Struff

### Odhlášení
v průběhu turnaje
- Philipp Petzschner

## Přehled finále

### Mužská dvouhra
- Roger Federer vs.  Michail Južnyj, 6–7(5–7), 6–3, 6–4

### Mužská čtyřhra
- Santiago González /  Scott Lipsky vs.  Daniele Bracciali /  Jonatan Erlich, 6–2, 7–6(7–3)